# Hadena ignicola
Hadena ignicola är en fjärilsart som beskrevs av W. Warren 1910. Hadena ignicola ingår i släktet Hadena och familjen nattflyn. Inga underarter finns listade i Catalogue of Life.